# 茶棚站
茶棚站是一个位于中国北京市海淀区四季青地区玉泉郊野公园内茶棚路平交道口前，属于北京地铁西郊线的有轨电车车站。车站于2017年12月30日随西郊线开通而投入使用。

## 位置
茶棚站位于西北四环外，茶棚路东。车站设在玉泉郊野公园中间，线路穿公园而过，是西郊线全线唯一如此布置的车站。

## 结构
该站为地面车站，侧式站台布置。
| 地面 | 侧式站台，右側開门           | 侧式站台，右側開门 |
| 地面 | █ 西郊线往香山（万安）       |                    |
| 地面 | █ 西郊线往巴沟（颐和园西门） |                    |
| 地面 | 侧式站台，右边车门将会开启   |                    |

## 脚注
1. ↑  规划建设阶段曾名玉泉郊野公园站。